# Wikipedia en catalán
La Viquipèdia, Wikipedia en catalán o Wikipedia en valenciano (en catalán, Viquipèdia) es la edición en catalán de la Wikipedia. Fue la tercera edición en ser creada, tras la Wikipedia en inglés y en alemán, el 16 de marzo de 2001, aunque fue la segunda Wikipedia en tener artículos, debido a que en la Wikipedia en alemán se tardó 2 meses en crearse el primero. El 4 de enero de 2007 esta Wikipedia alcanzó los 50 000 artículos, llegando a los 100 000 el 18 de enero de 2008; el 21 de septiembre de 2009, esta edición sobrepasó los 200 000 artículos. 
Actualmente, con más de 700 000, es la vigésima Wikipedia en número de artículos, pese a ser única lengua oficial solamente en un pequeño estado, Andorra, y tener 10 millones de hablantes en todo el mundo. Entre las Wikipedias de más de 100 000 artículos para las que se dispone de datos, la Wikipedia en catalán es la trigésima primera edición con la mejor tasa de hablantes por artículo.

## Historia
El 16 de marzo de 2001 Jimmy Wales anunció que quería crear Wikipedias alternativas en otras lenguas extensamente usadas, citando también una versión en catalán a petición de un compañero catalanoparlante. Las primeras pruebas se hacen el día 16 de marzo sobre el dominio deustche.wikipedia.com y al mismo día ya se hacen las primeras modificaciones en la portada catalana. El primer artículo de la Wikipedia en catalán fue creado el día siguiente y durante dos meses fue la única edición con artículos en lengua no inglesa.
La dirección de dominio de la Wikipedia en lengua catalana se cambió a ca.wikipedia.org, y desde 2003, la enciclopedia local está escrita de acuerdo con las reglas de ortografía catalana, como Viquipèdia . Después de un animado debate sobre la votación posterior, en 2005 se decidió usar dos nombres para la enciclopedia, donde Viquipèdia en català y Viquipèdia en valencià se consideraron equivalentes.
El dominio usado en aquella época era catalan.wikipedia.com, que más tarde cambió a ca.wikipedia.com y posteriormente a ca.wikipedia.org. Particulares registraron el dominio viquipedia.org (en 2005), que proporciona acceso también a la Wikipedia en catalán.
- El primer artículo fue creado el 17 de marzo de 2001 a las 03:41 CEST por el usuario anónimo 194.158.80.xxx[8]
- El primer usuario registrado fue Cdani, el mismo que citaba Jimbo Wales, y que al parecer se corresponde con el primer usuario anónimo.

En el año 2005 hubo debate entre los usuarios sobre la consideración de que la edición en catalán también es igualmente la «Wikipedia en valenciano». Aunque no trascendió propuesta alguna en firme, ya que no alcanzó el alto consenso que se exigía, la mayoría de los usuarios wikipedistas de esta edición asumen que la «Wikipedia en catalán» también es la «Wikipedia en valenciano», en su contexto adecuado.

### Colaboraciones

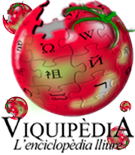
La wikibola celebrando la tomatina

En mayo de 2007, se inició un proyecto de colaboración con el Ministerio de Educación en la región de Cataluña, cuyo objetivo era promover el uso de la Wikipedia en lengua catalana entre los estudiantes catalanes y al mismo tiempo ampliar el uso de la enciclopedia como herramienta educativa. Además, se esperaba que esto condujera a una mayor producción de artículos de Wikipedia en catalán. Julio de 2007 fue la fecha de la primera de las reuniones anuales de Viquitrobada. La primera edición fue coordinada con el año de Lérida como capital cultural catalana. Posteriormente se han organizado viquitrobades en Barcelona (Biblioteca Nacional de Cataluña), Figueras, Badalona y Sabadell.

### Desarrollo de artículos
En marzo de 2003 llegó a 1000 artículos, mientras que el dique de 10 000 fue superado solo dos años y medio después, en noviembre del 2005.
En el otoño de 2009, la Wikipedia en lengua catalana rompió la barrera de 200 000, aunque siendo cuadruplicada por la española. En diciembre de 2010, se lograron 300 000 artículos, y en abril de 2013, se lograron más de 400 000 artículos. Antes del decimoquinto aniversario, el 16 de marzo de 2016, se hizo un esfuerzo especial para alcanzar hasta medio millón de artículos al mismo tiempo. El 11 de marzo, se logró ese objetivo.

### Evolución posterior
El 27 de junio de 2014, Jimmy Wales, en una intervención en la clausura del Foro IMPULSA, organizado por la Fundación Príncipe de Girona, elogió el crecimiento de esta edición de Wikipedia. Durante el evento expresó que el catalán es «un idioma pequeño con una comunidad enorme» dentro de la Wikipedia.

## La wikibola
La Wikipedia en catalán tiene la costumbre de reflejar las fiestas de las zonas catalanoparlantes en el logo principal así como cuando alcanzan un número redondo de artículos. Esta tradición contrasta con el estilo del resto de Wikipedias.

## Colaboración con la Generalidad de Cataluña
La Generalidad de Cataluña mantienen un convenio de colaboración desde 2013. En él se establece un marco para colaborar en la difusión del conocimiento propio de la Generalidad de Cataluña explicitado en los contenidos de todas sus webs y del portal de datos abiertos para que sea reutilizado en la Viquipèdia.
Amparados en el acuerdo de colaboración, los diferentes departamentos y entes de la Generalidad de Cataluña han ido organizando actuaciones de diversa índole.
El gobierno de la comunidad autónoma de Cataluña, la Generalidad de Cataluña, a través del departamento de Educación puso en marcha la Marató Viquipèdia (maratón de Wikipedia) en conmemoración del día de Internet.
En enero de 2008 se publicaron más de 100 000 artículos. Seis meses antes, se había pasado relativamente rápido de 60 000 (mayo de 2007). La expansión se produjo en cierta medida debido a esta campaña escolar, anunciada por el gobierno regional de Cataluña, donde se permitió escribir artículos en catalán durante la clase. El ministro de Educación, Ernest Maragall, anunció el 17 de mayo «la Marató Viquipèdia». («Maratón Wikipedia»), donde todos los alumnos de la escuela elemental catalana tendrían la oportunidad de familiarizarse con la enciclopedia en catalán. Uno de los objetivos de «La Marató Viquipèdia» era que los alumnos antes de fin de año hubieran ayudado a que la Wikipedia en lengua catalana alcanzara los 100 000 artículos. Ese objetivo apenas se perdió, con un margen de tres semanas.
La propuesta constaba de una parte activa, que era la que planeaba batir la marca de los cien mil artículos en el año 2007 y la creación y mejora de artículos nuevos. La otra parte era la de proporcionar publicidad dando a conocer el proyecto en catalán y acercar Internet a las aulas.

## Fechas clave
- El 16 de marzo de 2001: Se crea la Wikipedia en catalán.
- El 17 de marzo de 2001: Se crea el primer artículo en la Wikipedia en catalán Àbac.
- El 16 de noviembre de 2004: La Wikipedia en catalán alcanza los 10 000 artículos.
- El 19 de noviembre de 2005: La Wikipedia en catalán alcanza los 20 000 artículos.
- El 6 de mayo de 2006: La Wikipedia en catalán alcanza los 30 000 artículos.
- El 20 de septiembre de 2006: La Wikipedia en catalán alcanza los 40 000 artículos.
- El 4 de enero de 2007: La Wikipedia en catalán alcanza los 50 000 artículos.
- El 15 de mayo de 2007: La Wikipedia en catalán alcanza los 60 000 artículos.
- El 29 de julio de 2007: La Wikipedia en catalán alcanza los 70 000 artículos.
- El 28 de septiembre de 2007: La Wikipedia en catalán alcanza los 80 000 artículos.
- El 3 de diciembre de 2007: La Wikipedia en catalán alcanza los 90 000 artículos.
- El 18 de enero de 2008: La Wikipedia en catalán alcanza los 100 000 artículos.
- El 27 de marzo de 2008: La Wikipedia en catalán alcanza los 110 000 artículos.
- El 5 de julio de 2008: La Wikipedia en catalán alcanza los 120 000 artículos.
- El 28 de diciembre de 2008: La Wikipedia en catalán alcanza los 150 000 artículos.
- El 21 de septiembre de 2009: La Wikipedia en catalán alcanza los 200 000 artículos.
- El 30 de junio de 2010: La Wikipedia en catalán alcanza los 250 000 artículos.
- El 21 de diciembre de 2010: La Wikipedia en catalán alcanza los 300 000 artículos.
- El 26 de agosto de 2011: La Wikipedia en catalán alcanza los 350 000 artículos.
- El 12 de abril de 2013: La Wikipedia en catalán alcanza los 400 000 artículos.[15]
- El 13 de febrero de 2015: La Wikipedia en catalán alcanza los 450 000 artículos.
- El 11 de marzo de 2016: La Wikipedia en catalán alcanza los 500 000 artículos.
- El 6 de agosto de 2017: La Wikipedia en catalán alcanza los 550 000 artículos.
- El 8 de enero de 2019: La Wikipedia en catalán alcanza los 600 000 artículos.
- El 24 de abril de 2022: La Wikipedia en catalán alcanza los 700 000 artículos.

### Modificación del proyecto a lo largo del tiempo
El proyecto ha ido cambiando a medida que el software se ha ido mejorando y actualizado y ha permitido dotarle de más contenido. Debajo hay una galería de las principales formas que ha adoptado la portada a lo largo de los años hasta la actual:

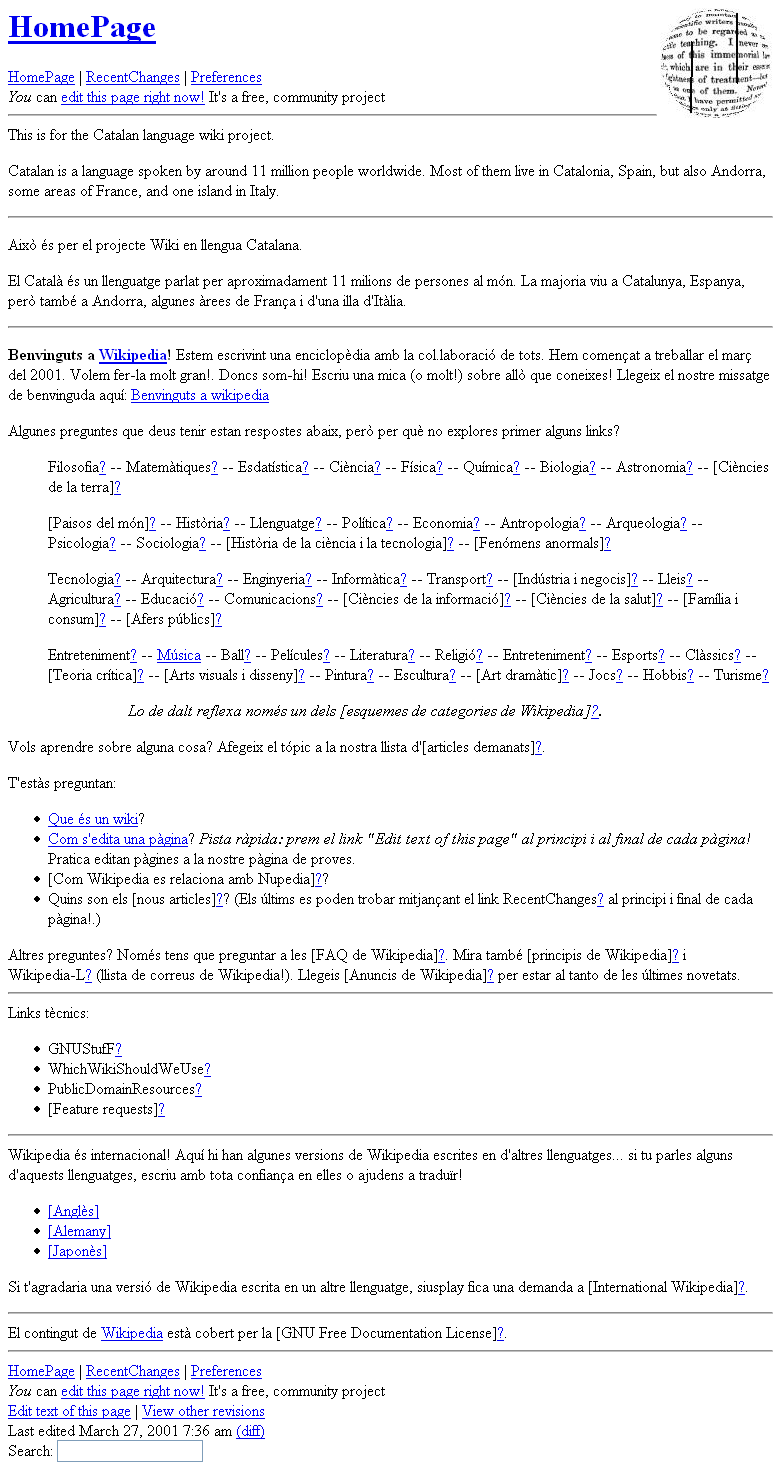
Marzo de 2001
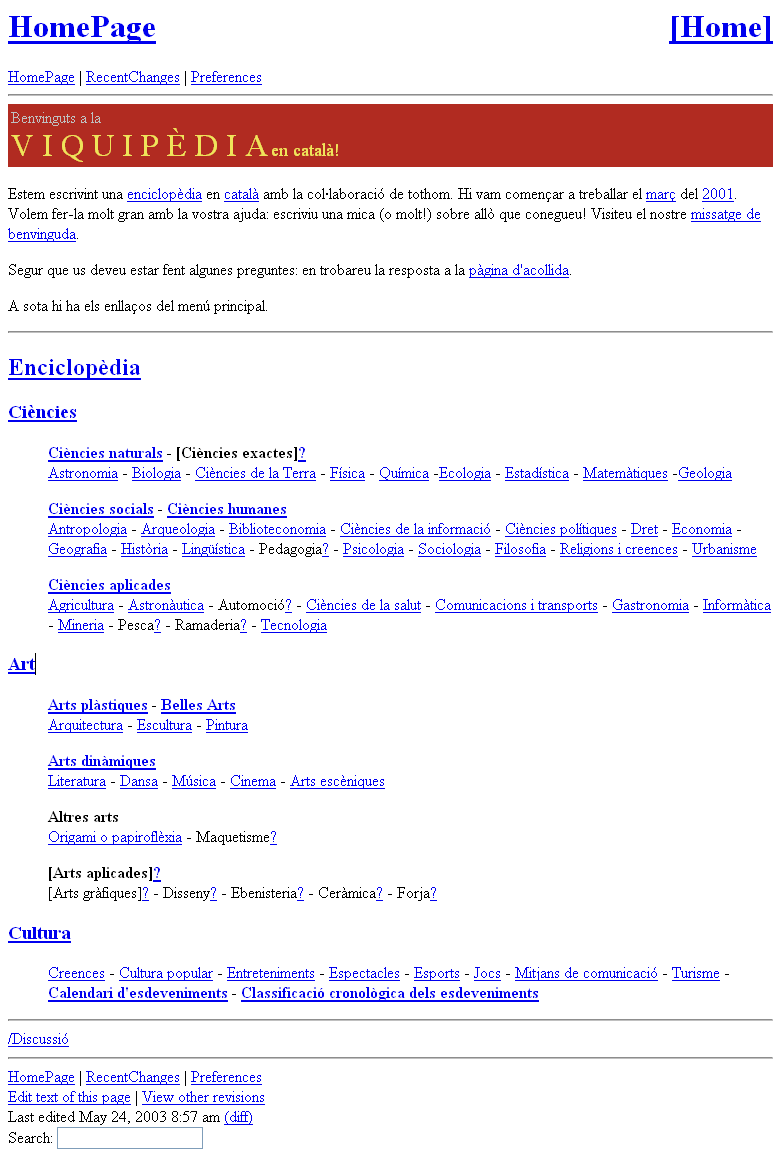
Mayo de 2003
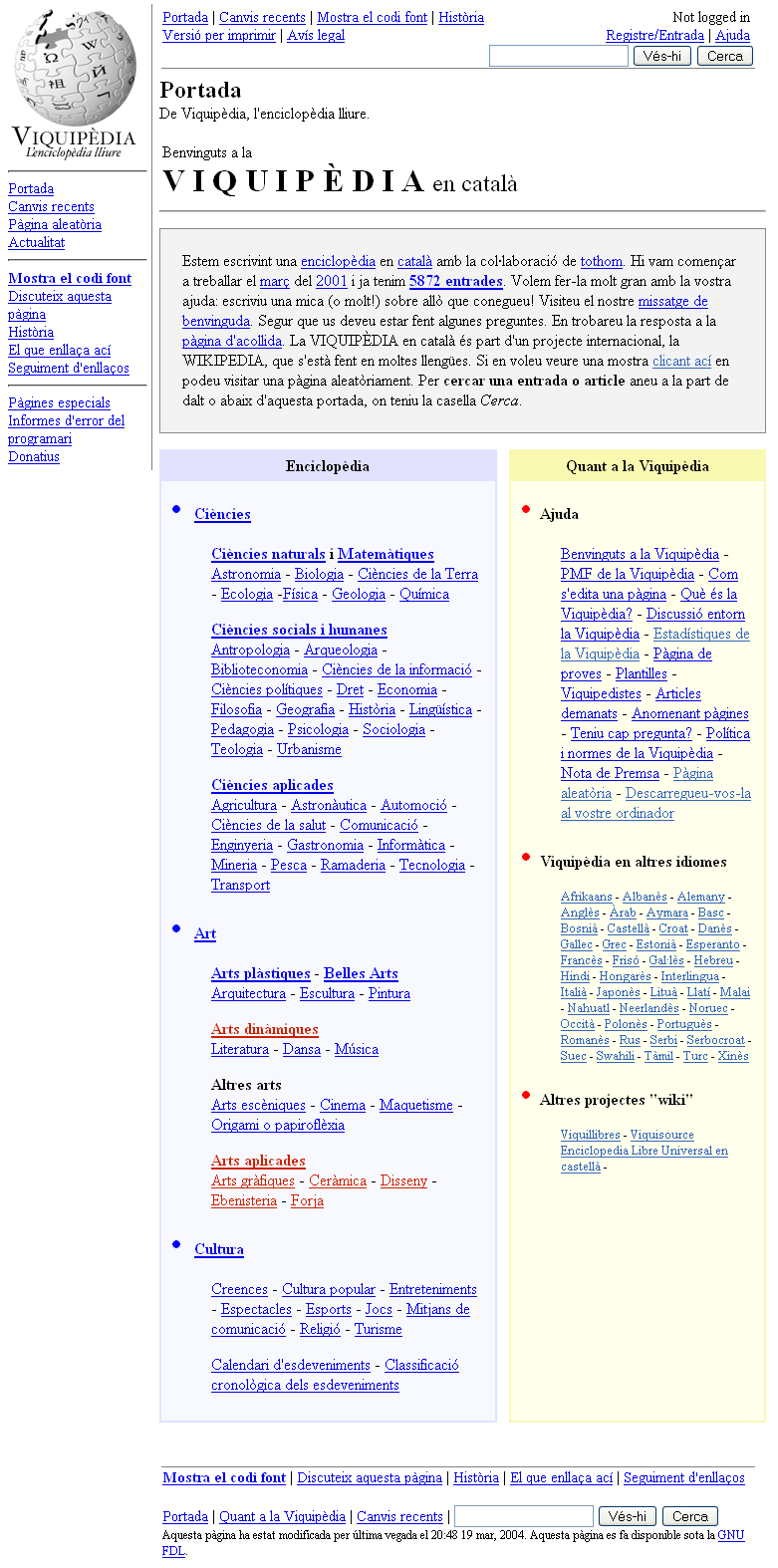
Marzo de 2004
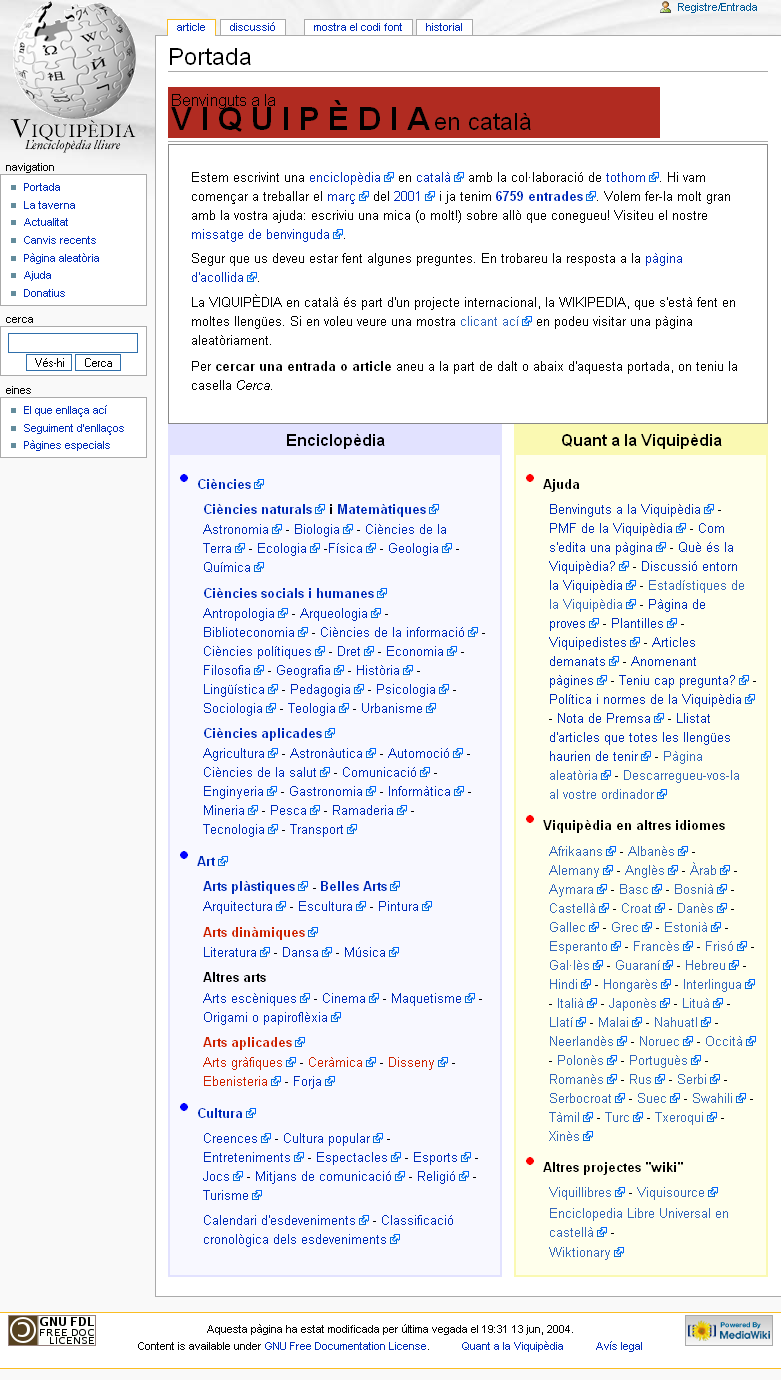
Junio de 2004
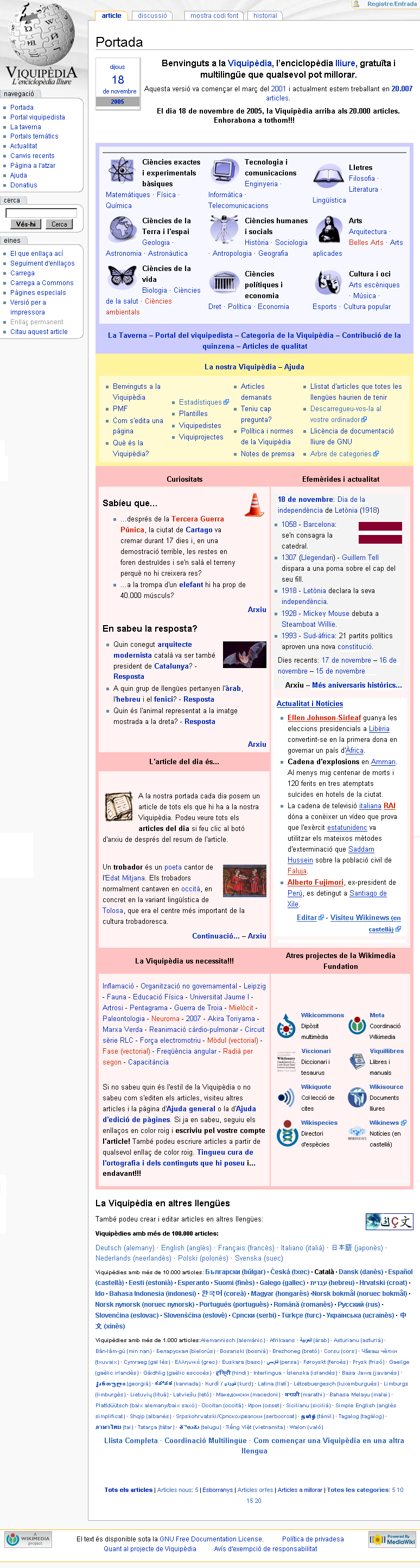
Noviembre de 2005
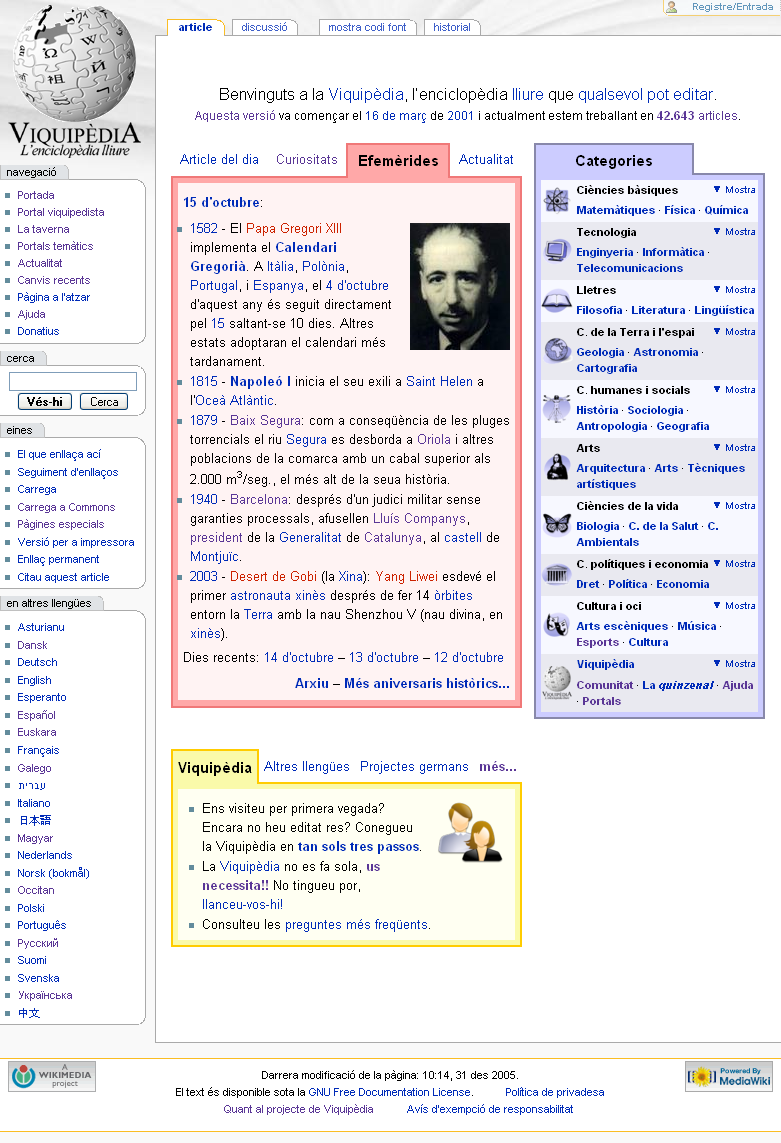
Octubre de 2006
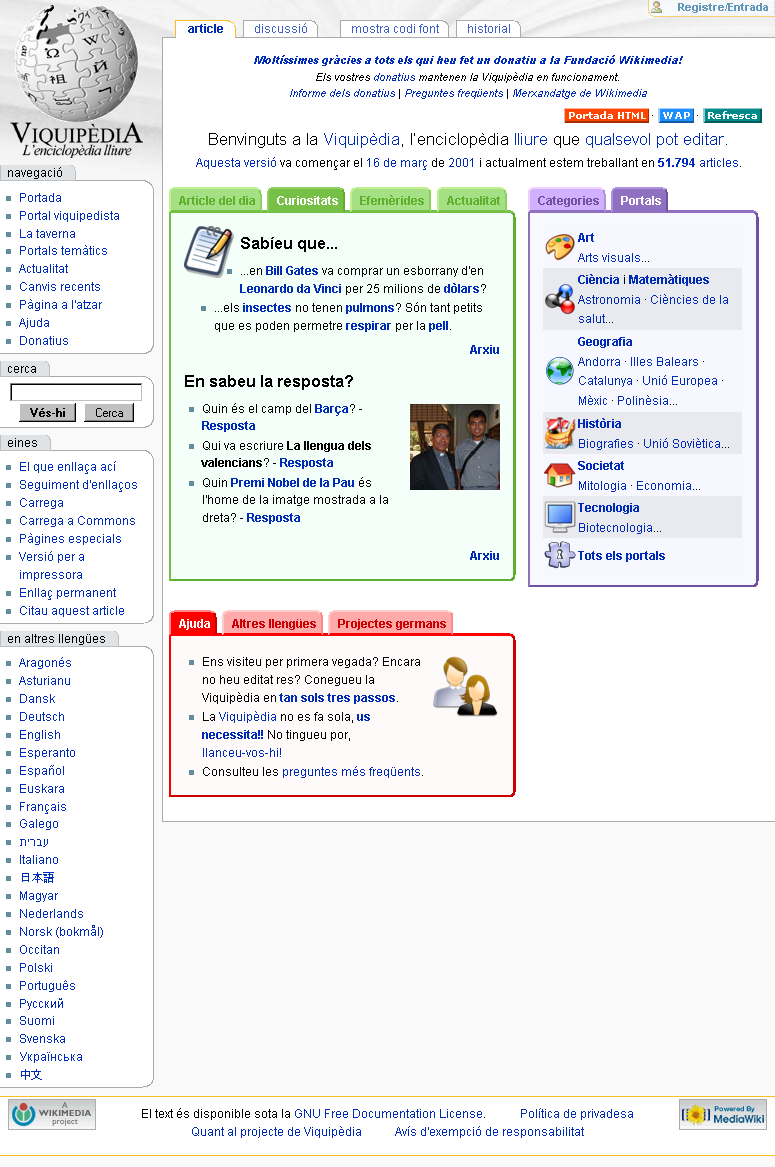
Enero de 2007
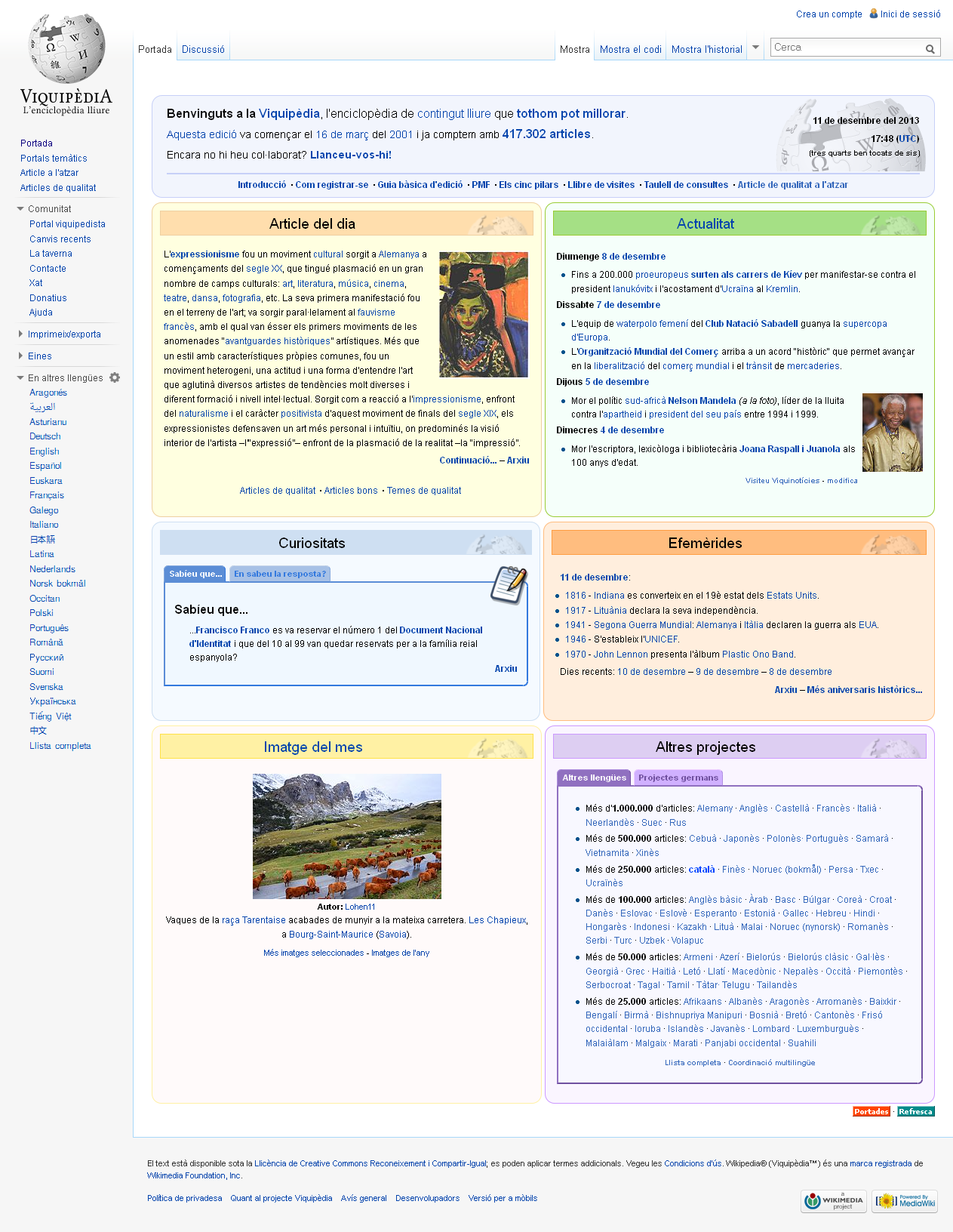
Diciembre de 2013
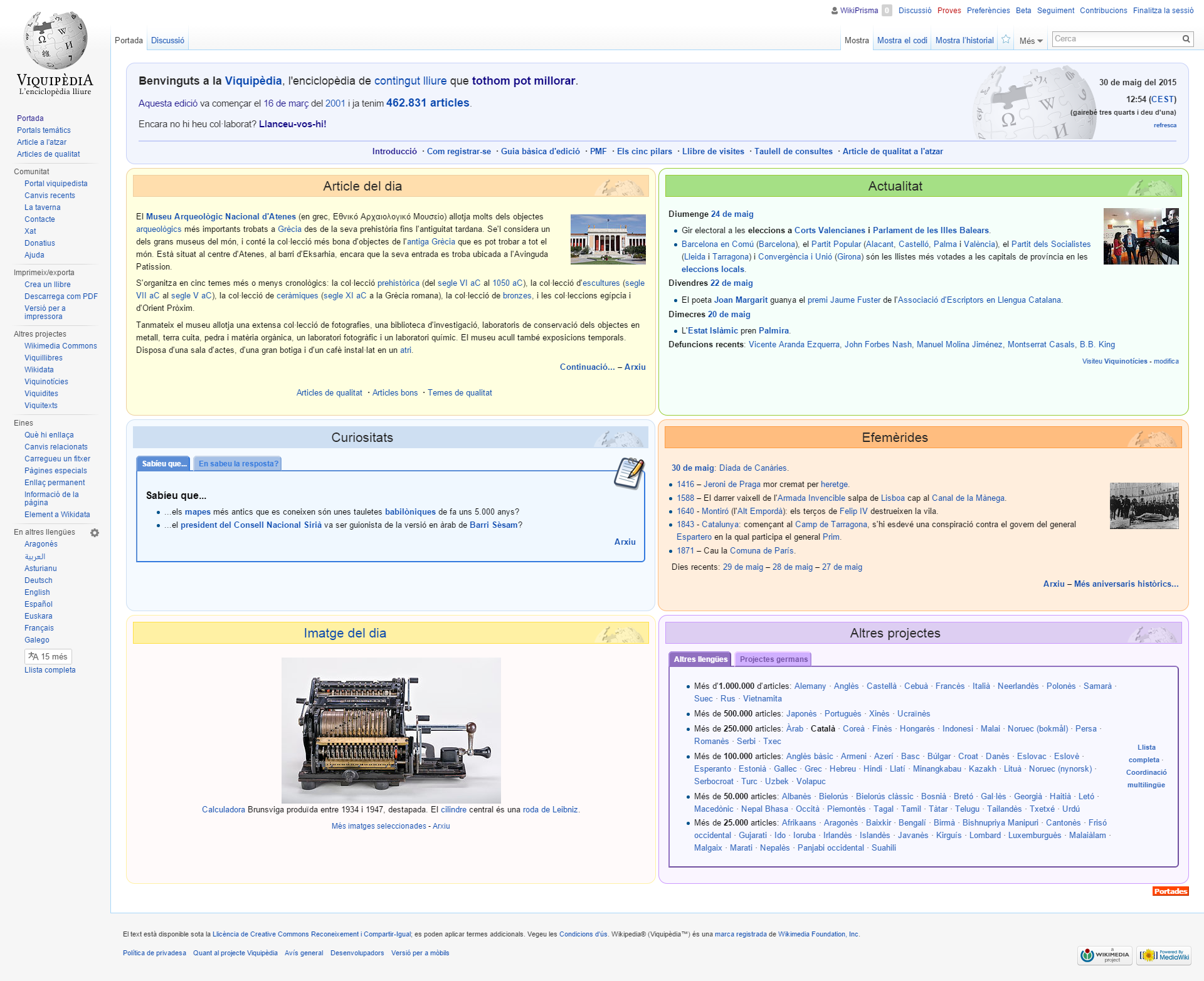
Mayo de 2015
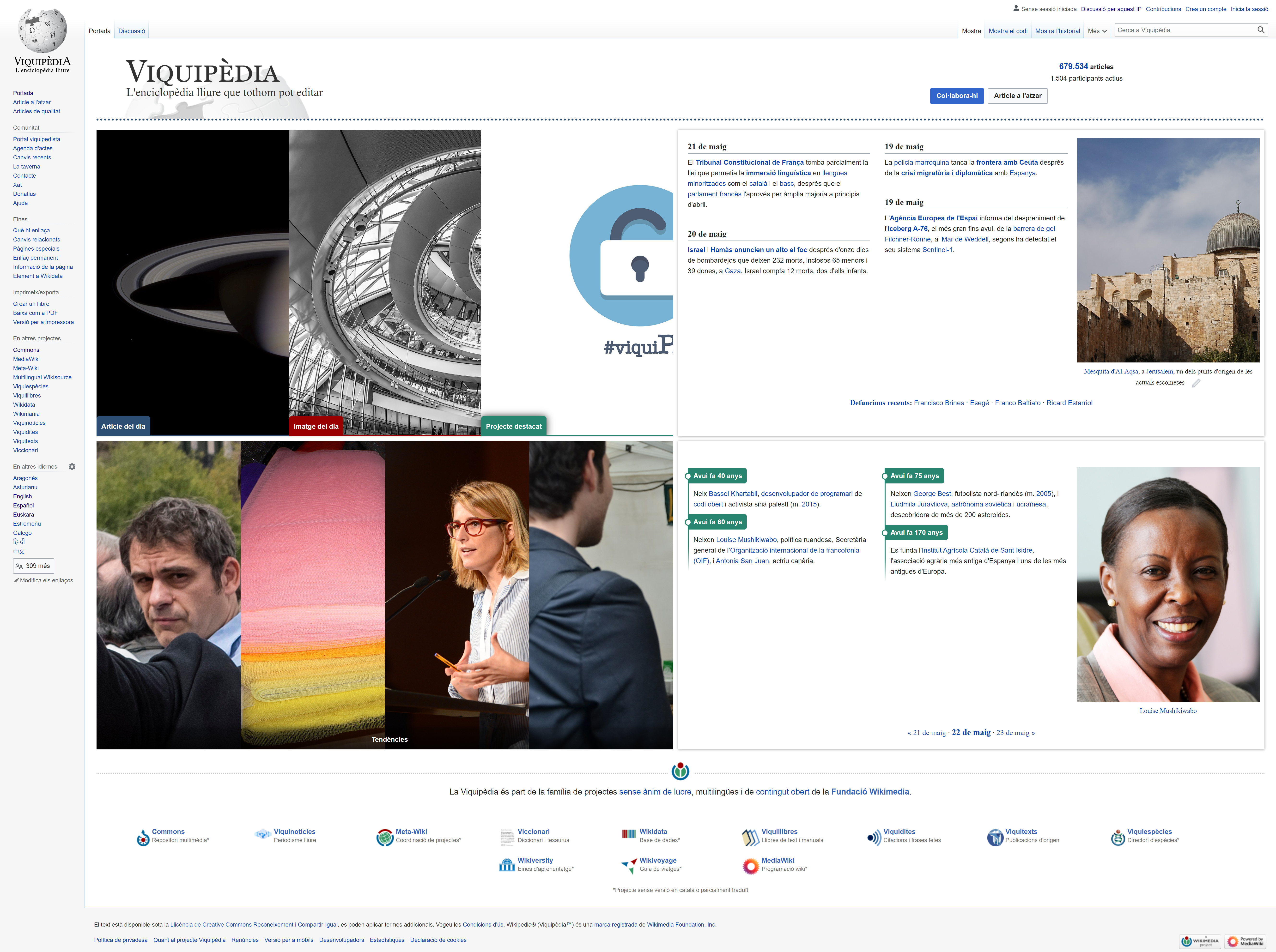
Mayo de 2021